# Miholec
Miholec falu Horvátországban Kapronca-Kőrös megyében. Közigazgatásilag  Sveti Petar Orehovechez tartozik.

## Fekvése
Kőröstől 9 km-re északnyugatra, községközpontjától 3 km-re délnyugatra fekszik.

## Története
A települést már 1193-ban említik egy peres ügy kapcsán, mely Dežislav és Drašo nevű nemesek és a zágrábi püspök között zajlott és a pécsi püspök, valamint Kalán horvát-szlavón gubernátor ítélkezett benne. Miholec a 12. század közepétől a zágrábi püspökség birtoka, Kamenik nevű birtokának székhelye volt. Nevét Szent Mihály főangyal tiszteletére szentelt középkori templomáról kapta, mely 1244-ben szerepel először írott forrásban. 1334-ben megemlíti Ivan goricai főesperes is a zágrábi káptalan helyzetéről írott jelentésében.
A falunak 1857-ben 440,  1910-ben 696 lakosa volt. Trianonig Belovár-Kőrös vármegye Körösi járásához tartozott. 2001-ben 407 lakosa volt.

## Nevezetességei
- Mihály arkangyal tiszteletére szentelt plébániatemploma[2] a falu központjában levő háromszög alakú téren áll. Az egyhajós templom a 13. században már állt. A 15. század végén, vagy a 16. század elején késő gótikus stílusban, majd 1770 körül barokk stílusban építették át. A déli oldalon áll a 16. század elején épített harangtorony. A templomnak négy barokk oltára, szószéke, keresztelőmedencéje van.
- Az egyemeletes plébániaépület a 18. század második felében épült.

## Külső hivatkozások
Horvátország kulturális emlékei